# Minitren de Caparica
El minitren de Caparica es un ferrocarril turístico que une la playa de Costa da Caparica a la de Fonte da Telha, a lo largo de un trayecto de 9 km, con cuatro estaciones y 15 apeaderos, en la costa atlántica del ayuntamiento de Almada, Portugal.
Es operado por la empresa Transpraia - Transportes Recreativos de la Playa del Sol Lda ofreciendo su servicio durante la época de balnearios, de las 09:00 a las 20:00 de junio a septiembre, desde el 29 de junio de 1960, siendo el primer acceso a las playas más remotas disponible para bañistas.
El ancho del corredor, montado en el sistema Decauville, es de 60 cm (ancho de vía estrecha de utilización normal en Portugal), siendo de vía única a lo largo del recorrido, con duplicaciones para entrecruce y maniobras. Las composiciones, empujadas por locomotora a gasóleo, están constituidas por cuatro vagones abiertos de tipo imperial, cada uno con ocho bancos corridos de tres lugares y acceso abierto a los estribos laterales exteriores. Existen vagones de servicio, de caja abierta.
El terminal norte, en el centro de Costa da Caparica, fue eliminado del trayecto en 2007, en la secuencia de obras del Programa Polis que llevaron a la demolición de cerca de un kilómetro de línea; a este desplazamiento le siguió la reducción del número de pasajeros en un 60% en el verano de 2007, llevando a la administración de Transpraia a considerar la suspensión del servicio en 2008, lo que no se produjo a pesar de que el tramo demolido no había sido repuesto.

## Galería

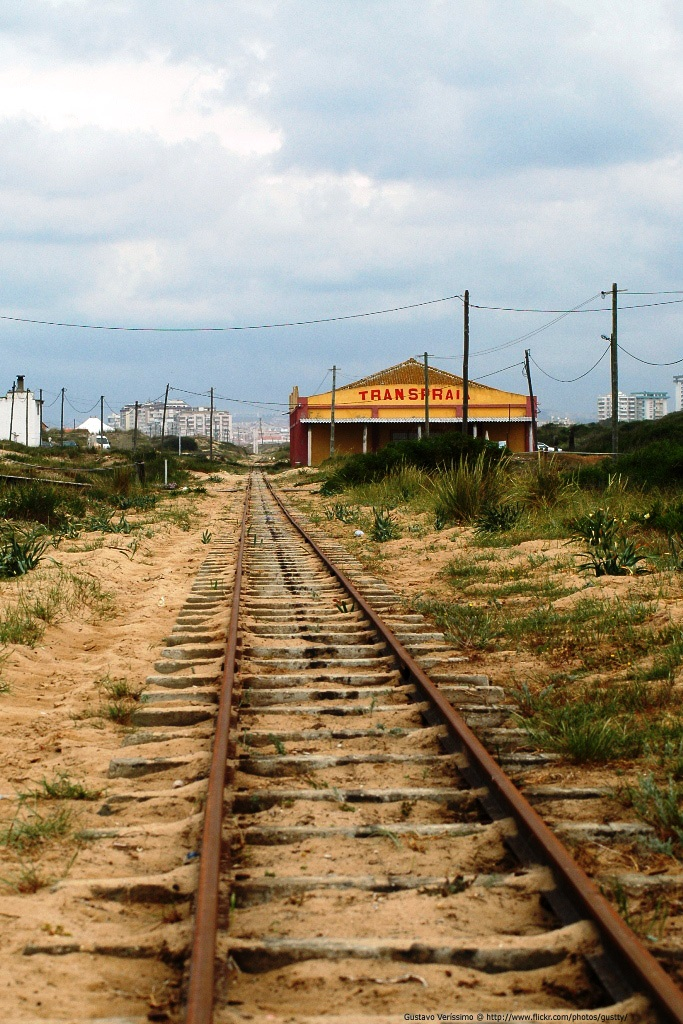
Aspecto del corredor.
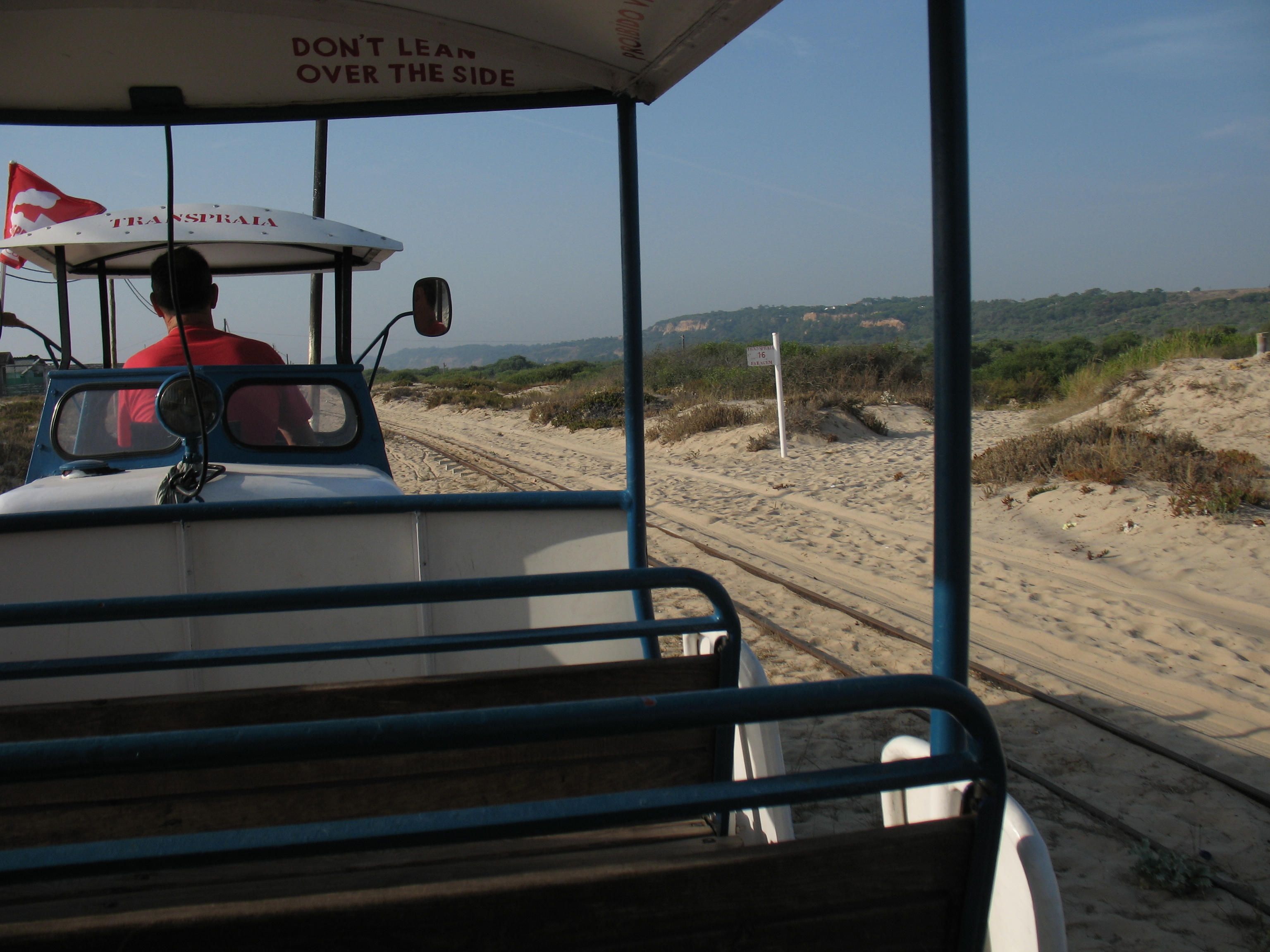
Pasando por una parada con vía doble.
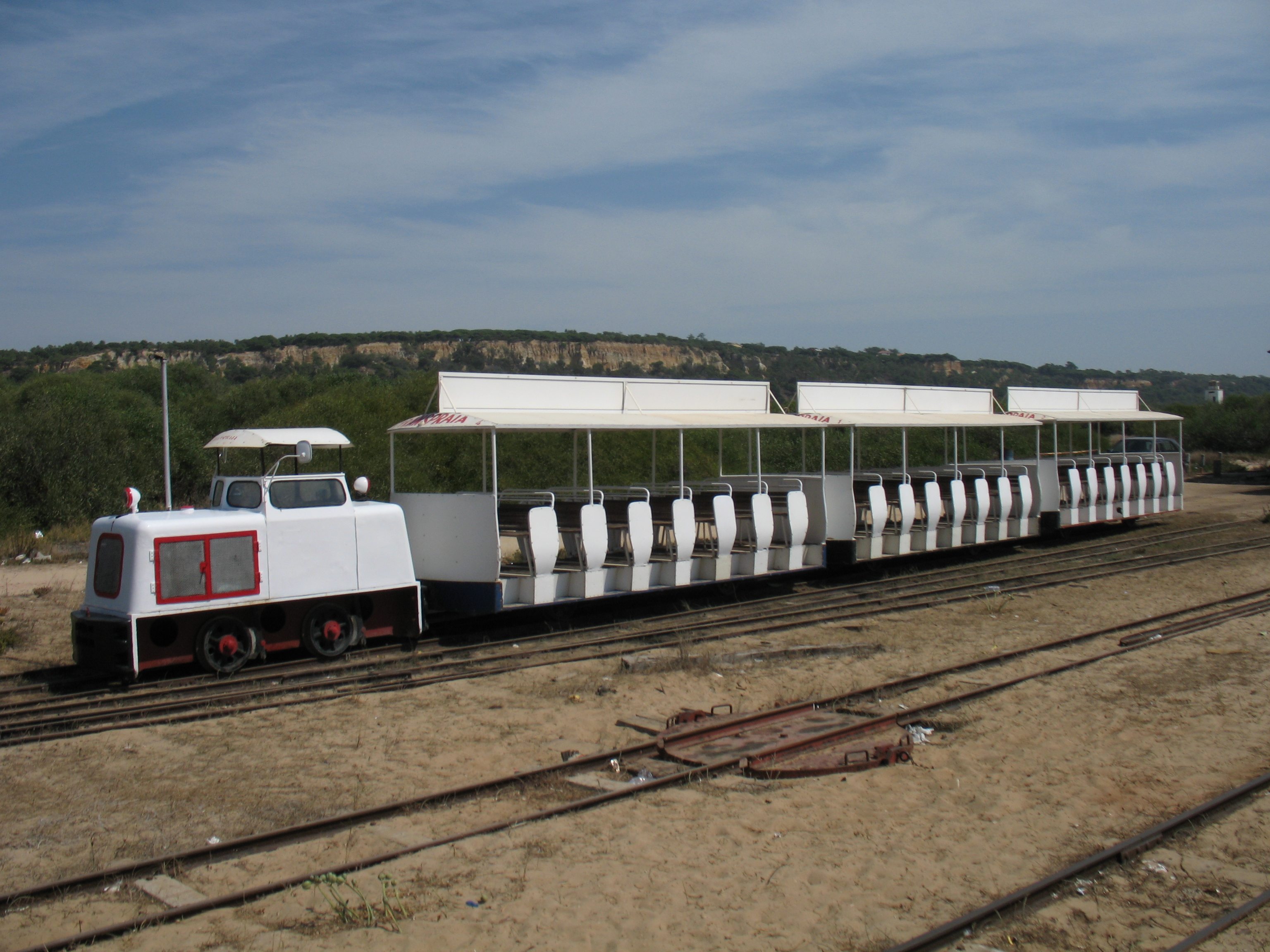
Composición alineada.
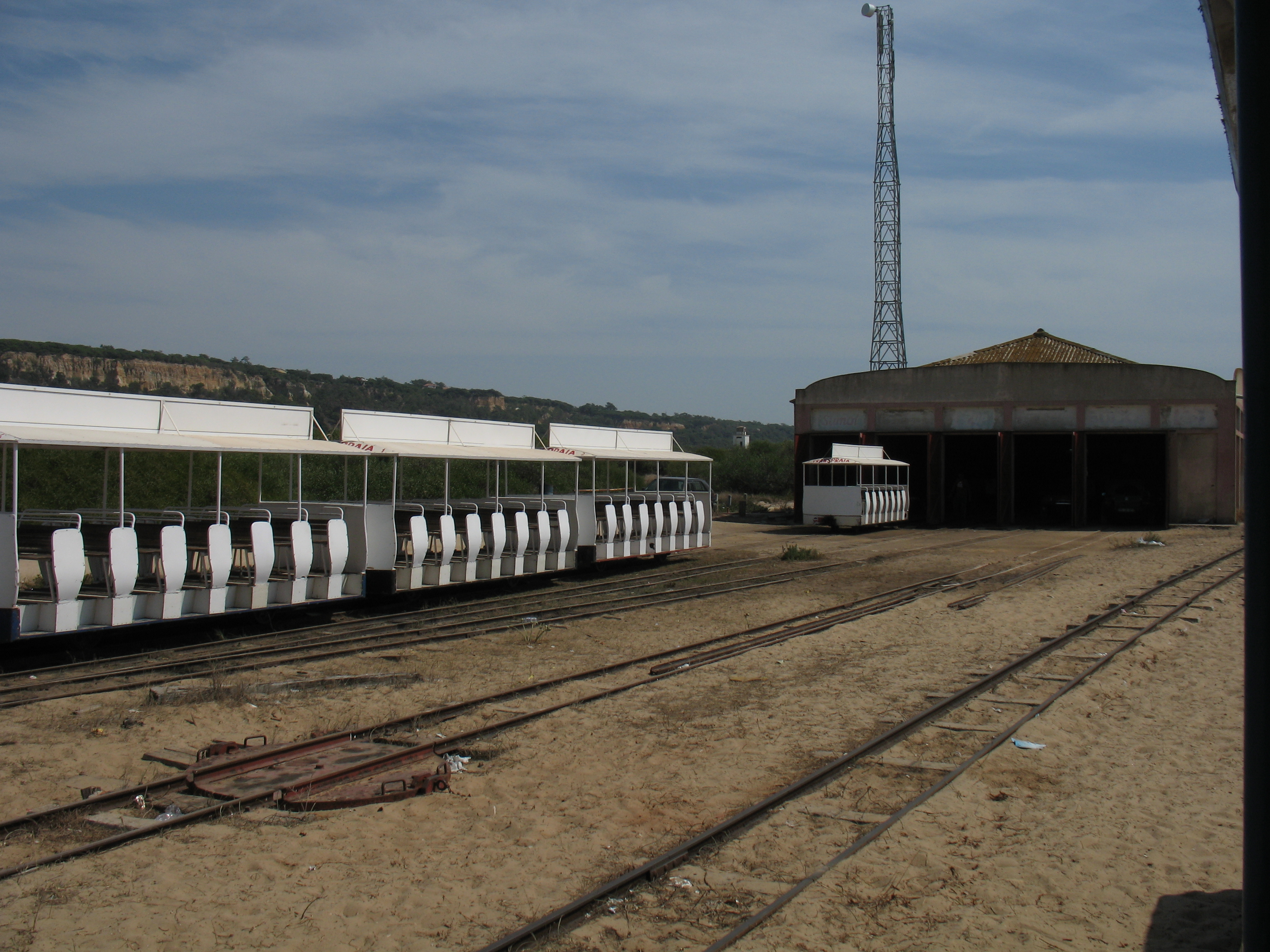
Cochera y composición alineada.
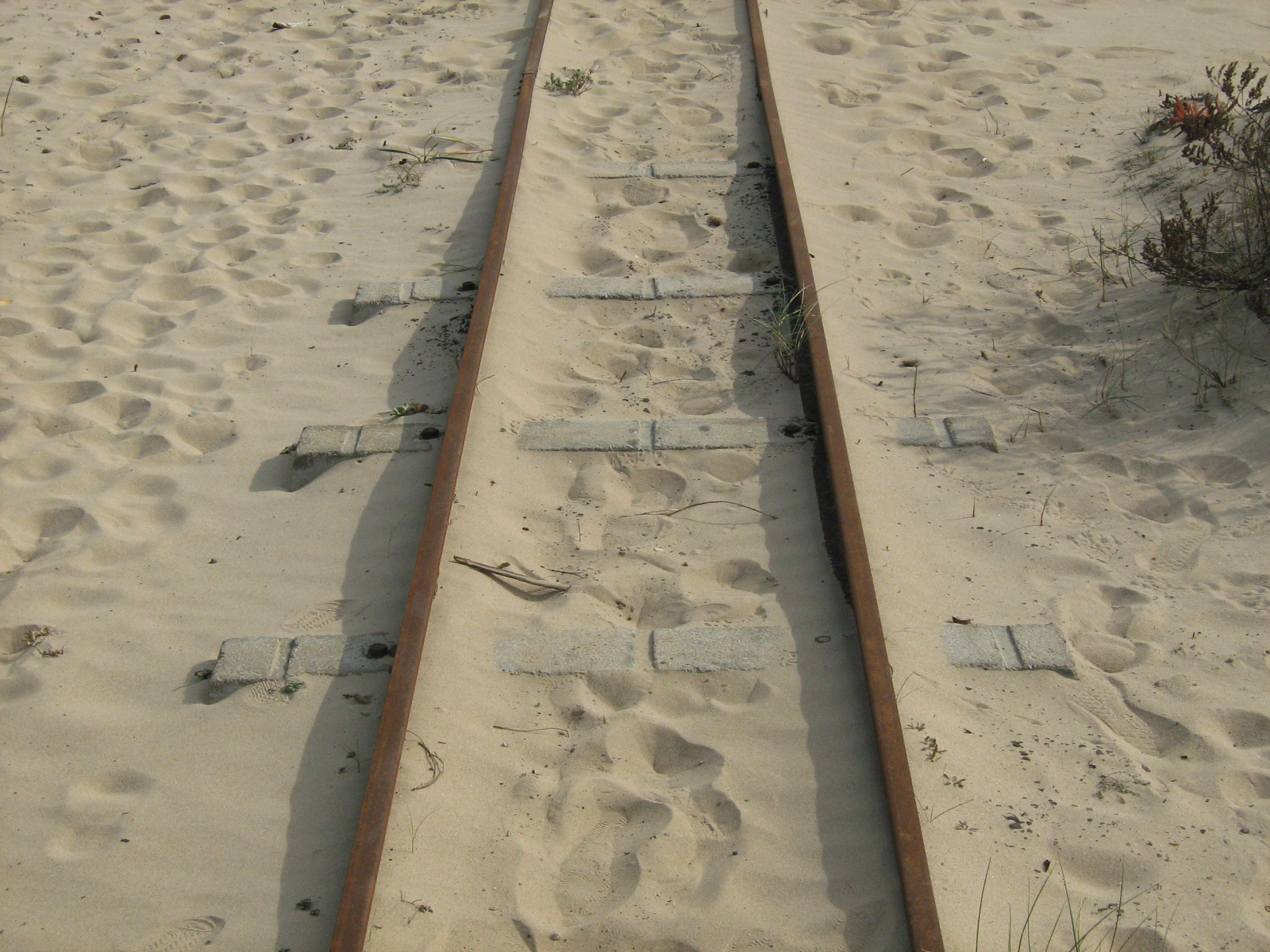
Línea Decauville
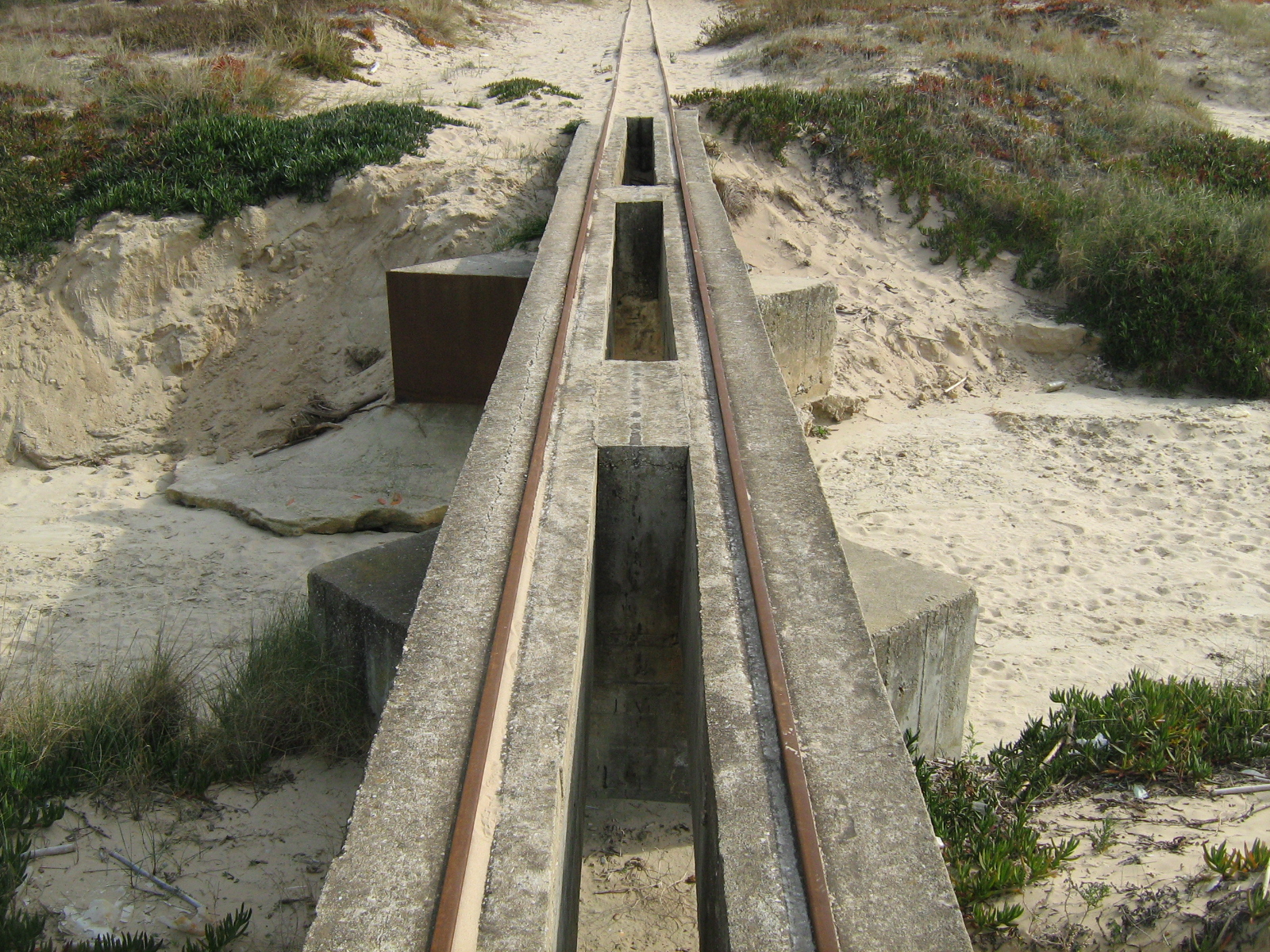
Línea Decauville en el puente de Vera do Rego
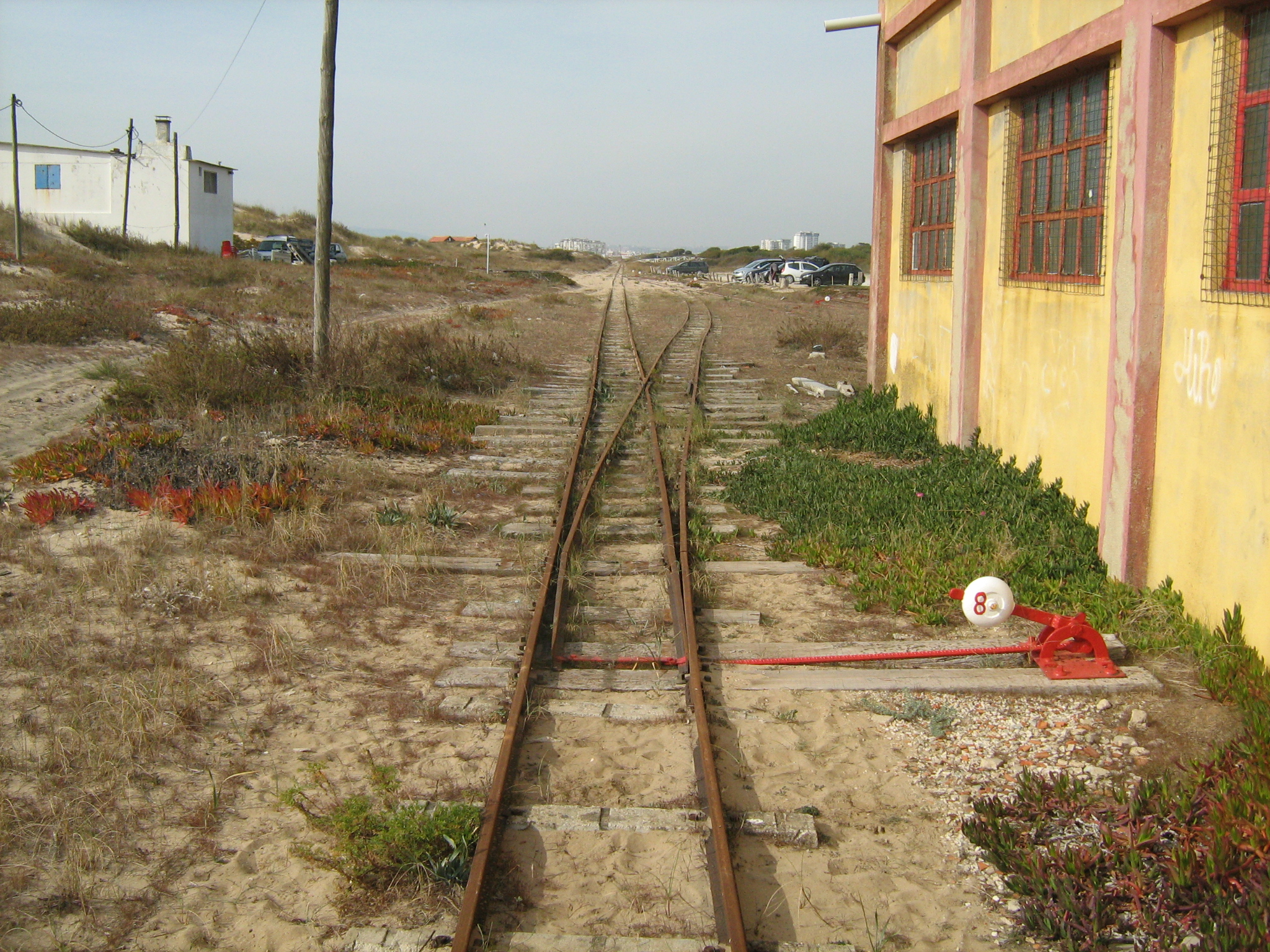
Enlace en Vera do Rego
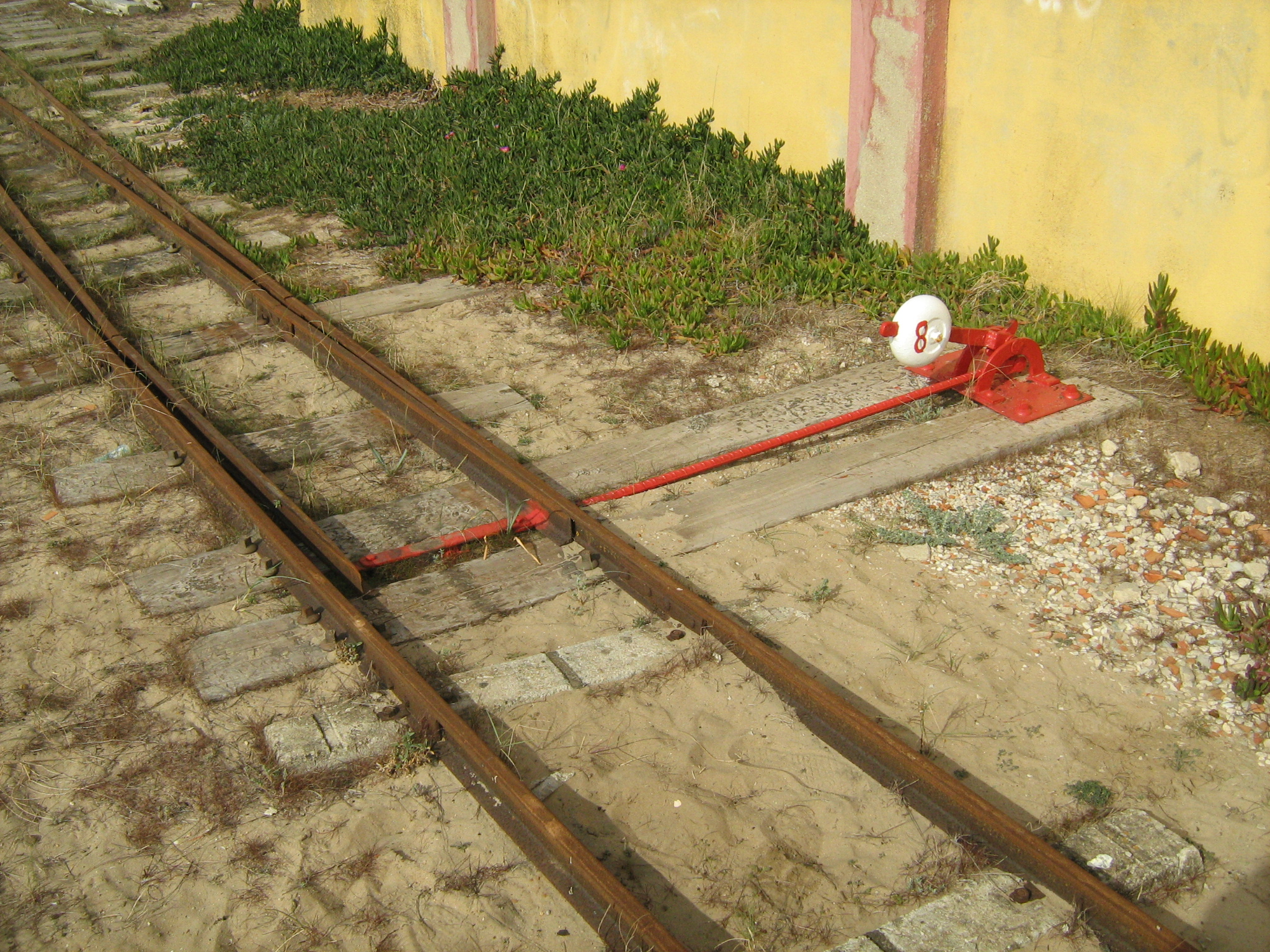
Aparato de cambio de vía en Vera do Rego
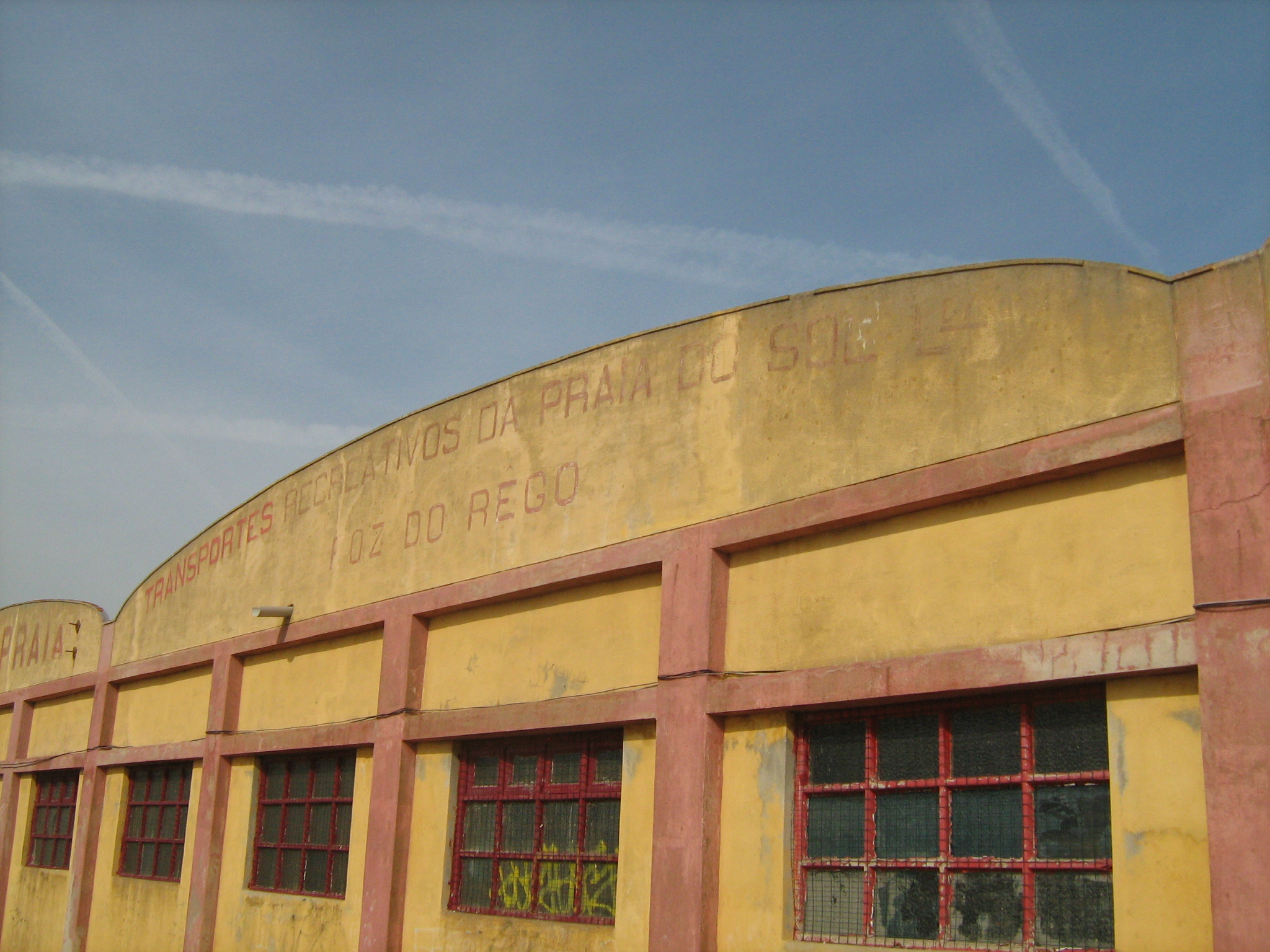
Depósito de Transpraia, Vera do Rego